# Itaipava Arena Fonte Nova
L'Itaipava Arena Fonte Nova, ufficialmente Complexo Esportivo Cultural Professor Octávio Mangabeira è uno stadio situato a Salvador, Bahia, Brasile. Ha una capacità massima di 55 000 persone.
Lo stadio è costruito al posto del vecchio Estádio da Fonte Nova. Un gruppo di architetti di Brunswick, in Germania, che ha anche ridisegnato il vecchio Stadio di Hannover per la Coppa del Mondo 2006, è stato selezionato per progettare il nuovo stadio.
Nel 2013 la fabbrica di birra Itaipava dal Grupo Petropolis ha firmato un contratto, il nome dello stadio è diventato così "Itaipava Arena Fonte Nova", tutto ciò nell'ambito di un accordo di sponsorizzazione valido fino al 2023, per un importo di 100 milioni di dollari. Questo è stato il primo accordo di sponsorizzazione di uno stadio nel quadro dei Mondiali del 2014.
Lo stadio è stato inaugurato il 7 aprile 2013, con una partita del Campeonato Baiano in cui il Vitória ha sconfitto il Bahia per 5-1. Il primo giocatore a segnare un gol nel nuovo stadio è stato il giocatore del Vitória Renato Cajá. Durante questo incontro, alcuni sostenitori non sono stati in grado di vedere la partita completamente a causa di alcuni punti ciechi. Inoltre, lo stadio aveva quantità eccessive di polvere e alcune pozzanghere. La società responsabile dello stadio ha però risposto che era a conoscenza di questi problemi.
Sarà anche uno dei luoghi utilizzati per le partite di calcio alle Olimpiadi estive 2016. Nel 2015, il Bahia ha deciso di tornare a giocare nel vecchio stadio comunale e quindi abbandonare questa struttura a causa dei numerosi disagi per gli spettatori e perché comunque risultava troppo grande per ospitare solo le gare di seconda serie brasiliana.
Dalla fine della Coppa del Mondo lo stadio versa in uno stato di totale disuso tanto da essere stato messo in vendita dalla società che lo ha in gestione, la OAS.

## Coppa del Mondo FIFA 2014
| Data           | Orario (BRT) | Squadra numero 1     | Ris.              | Squadra numero 2 | Fase del torneo  | Spettatori |
| -------------- | ------------ | -------------------- | ----------------- | ---------------- | ---------------- | ---------- |
| 13 giugno 2014 | 16:00        | Spagna               | 1 – 5             | Paesi Bassi      | Girone B         | 48 173     |
| 16 giugno 2014 | 13:00        | Germania             | 4 – 0             | Portogallo       | Girone G         | 51 081     |
| 20 giugno 2014 | 16:00        | Svizzera             | 2 – 5             | Francia          | Girone E         | 51 003     |
| 25 giugno 2014 | 13:00        | Bosnia ed Erzegovina | 3 – 1             | Iran             | Girone F         | 48 011     |
| 1º luglio 2014 | 17:00        | Belgio               | 0 – 0 (2 – 1 dts) | Stati Uniti      | Ottavi di finale | 51 227     |
| 5 luglio 2014  | 17:00        | Paesi Bassi          | 0 – 0 (4 – 3 dcr) | Costa Rica       | Quarti di finale | 51 179     |